# 賈雷爾·匡薩
賈雷爾·阿莫林·昆沙（英語：Jarell Amorin Quansah；2003年1月29日—）是一名英格蘭足球运动员，现效力于德甲球隊利華古遜。

## 荣誉
利物浦
- 英格蘭足球超级聯賽冠軍：2024–25
- 英格蘭聯賽盃冠軍 ：2023–24[3]

英格蘭U19
- 歐洲U-19足球錦標賽冠軍 ：2022

## 外部連結
- 賈雷爾·匡薩－UEFA國際賽競賽紀錄